# Manihot orbicularis
Manihot orbicularis är en törelväxtart som beskrevs av Johann Baptist Emanuel Pohl. Manihot orbicularis ingår i släktet Manihot och familjen törelväxter. Inga underarter finns listade i Catalogue of Life.